# Tuberogonus tavoiensis
Tuberogonus tavoiensis är en mångfotingart som först beskrevs av Pocock 1893.  Tuberogonus tavoiensis ingår i släktet Tuberogonus och familjen Harpagophoridae. Inga underarter finns listade i Catalogue of Life.